# أحمد الدباس
أحمد الدباس (15 أكتوبر 1944 - 16 أبريل 2009 ) هو صحفي أردني.

## نشأته وتعليمه
ولد أحمد الدباس في صويلح – عمان – الأردن في 15/ تشرين الأول / 1944، ثم انتقل للعيش في المفرق والزرقاء مع والديه حيث درس الابتدائية والإعدادية هناك، ليتلقى دراسته الثانوية في كلية رغدان في عمان. انتقل بعدها إلى دمشق حيث حصل على بكالوريوس الحقوق من جامعاتها إلا أنه لم يستخدم هذه الشهادة حتى وفاته.

## حياته العملية في الصحافة
الصحفي أحمد الدباس هو أحد رواد الحركة الصحفية الأردنية قضى ما يزيد على الأربعين عاما في مجال الصحافة والإعلام في الأردن، وبعد بداية حياته العملية في القسم الإعلامي في وزارة الزراعة حصل على بعثة من معهد غوتة الألماني ليدرس الصحافة والاعلام في ألمانيا حيث حصل هناك على الدبلوم العالي في الصحافة وقبل سفره بدأ أولى كتاباته الصحفية مراسلا وكاتبا في جريدة عمان المساء.
عند عودته من ألمانيا انصم للعمل ضمن كادر مؤسسة الإذاعة والتلفزيون، حيث عمل في الإذاعة الأردنية كما عمل مراسلا إخباريا ومحررا في التلفزيون الأردني في بداية سبعينيات القرن الماضي. انتقل بعدها للعمل في وكالة الأنباء الأردنية حيث تدرج فيها محررا ومندوبا صحفيا إلى أن أصبح مديرا لمكتب الوكالة في مدينة بيروت في لبنان الشقيق في الفترة من 1983 إلى 1986 تعرض خلالها للعديد من المضايقات ونجحت إحدى الجماعات المسلحة وقتها باختطافه في سبيل ابتزاز قلمه ووكالته وبلده إلا أنه واجه هذه الضغزطات بحس الصحفي المهني الملتزم وبكل الوعي والوطنية.
عمل أيضا في عدد من الصحف اليومية حيث عمل في أواخر السبعينيات حتى عام 1987 في صحيفة الدستور الأردنية ليخرج منها على خلفية حرية الرأي وحرصا على شفافية انتخابات نقابة الصحفيين الأردنيين ثم التحق بجريدة الشعب اليومية ليعمل فيها كاتبا ومحررا للشؤون المحلية حتى عام 1995 لينتقل بعد بيع الصحيفة للعمل في جريدة الأسواق اليومية، ليعود أخيرا إلى بيته الأول الذي أحب العمل فيه كاتبا لعمود يومي في جريدة الدستور الأردنية بعنوان (مجرد كلمة) مختصا بالشؤون المحلية. كما راسل الراحل العديد من الصحف والمجلات وكنب عمودا أسبوعيا لعدة سنوات في صحيفة شيحان الأسبوعية بعنوان (رجع الصدى).
عمل كذلك نستشارا اعلاميا لنقابة الأطباء الأردنية، ومستشارا اعلاميا لوزير الزراعة، ومستشارا اعلاميا للجنة الشعبية لدعم انتفاضة الشعب الفلسطيني في مجمع النقابات المهنية في عمان.

## العمل النقابي
انتخب عضوا في مجلس نقابة الصحافيين لثلاثة دورات في الثمانينات والتسعينات وكان آخرها في عام 1999 حيث حصل على أعلى الأصوات من أعضاء نقابة الصحفيين الأردنيين، و قد تشرف الراحل بإطلاق لقب (الضمير) عليه من قبل الأسرة الصحفية الأردنية خلال الثمانينات نتيجة لدوره في الدفاع عن الكلمة الصادقة والقلم النظيف وحرية الصحافيين باختيار مجالس نقاباتهم بلا أية ضغوط أو ابتزازات سواء من قبل الأجهزة الأمنية أو ادارات الصحف والمؤسسات الصحفية، كلفته مواقفه في إحدى المرات خسارة وظيفته في وكالة الأنباء الأردنية وفي جريدة الدستور.

## محطات هامة
عمل خلال سنوات عمله الصحفي مندوبا ميدانيا في العديد من الأزمات العالمية في جنوب لبنان، وأريتيريا والسودان وطهران وكان آخرها في حرب الخليج الثانية عندما عمل مراسلا لصحيفة صوت الشعب اليومية طيلة فترة الحرب من العاصمة العراقية بغداد حيث كان أول صحافي أجنبي يدخل العراق لتغطية الحدث.
وخلال عمله الصحفي أجرى الزميل أحمد الدباس العديد من اللقاءات الصحفية مع قادة العالم وقادة المنظمات الثورية كان أبزها مع إمبراطور اليابان خلال زيارة له إلى عمان ومع الرئيس الراحل ياسر عرفات إبان الاجتياح الإسرائيلي لبيروت كما استطاع التفرد بلقاء حصري لخاطفي الطائرة الأردنية في بيروت قبل تفجيرها عبر برج المراقبة في المطار. إلا أن المقابلة التي تركت أبلغ الأثر فيه كانت في صيف عام 1998 مع الملك الحسين بن طلال عبر التلفزيون الأردني والتي قام بها من مستشفى مايو كلينيك أثناء تلقيه العلاج هناك على نفقة، عندما تكرم على الصحفي أحمد الدباس بإصداره الأمر بأن يكون الزميل أحمد الدباس متواجدا في غرفته عند إجراء اللقاء الذي أعلن فيه الحسبن الراحل عن تفاصيل إصابته بالسرطان والطرق العلاجية التي سيستخدمها الأطباء، حيث قام بإجراء تلك المقابلة بالإضافة إلى الزميل الدباس كساب سماوي والزميلة سوزان عفانة أمد الله في عمرها.

## مرضه ووفاته
هذا وقد أصيب الصحفي أحمد الدباس في عام 1995 بمرض سرطان الجلد والذي هاجمه في الوجه والصدر وبقي الزميل الدباس يحارب المرض بشجاعة عاما بعد عام بمعنويات عالية بثتها فيه مكارم الملك الحسين ملك الأردن وخلفه عبد الله الثاني بإصدارهم أوامرهم لإرساله إلى مستشفى مايوكلينيك في الولايات المتحدة لتلقي العلاج، حيث أجرى الزميل طيلة الخمسة عشرة عاما الماضية عدة عمليات لاستئصال الأورام التي كانت تعاود للظهور عاما بعد عام.وقد أفاد أطباؤه في مايوكلينيك أن هذا النوع من سرطان الجلد وبهذه الشراسة تم ملاحظة تشخيصه مع بعض الجنود الأمريكيين العائدين من حرب الخليج الثانية مما يفيد بتعرضه للإصابة بأسلحة غير معروفة خلال تواجده في بغداد لتغطية تلك الحرب.
ومع تطور المرض عاما بعد عام رغم الحرب الشجاعة التي خاضها أحمد الدباس مع المرض، انتقل الورم السرطاني إلى الرئة وانتشر إلى الغدد اللمفاوية والعظم ومع ذلك ظل الراحل متسلحا بالمعنويات العالية نفسها حتى اللحظات الأخيرة عندما تُوفي في ساعات الصباح الأولى من يوم الخميس 16/نيسان/2009، وكان آخر مقال مكتوب له دفاعا عن حرية الصحافة الأردنية وعدم تعرضها لابتزاز المعلنين ونشر في جريدة الدستور قبل وفاته بيومين في عموده اليومي في جريدة الدستور مجرد كلمة بعنوان (وقف تحصيل ضريبة الثقافة ضرورة ملحة)، كما كانت آخر كلناته المكتوبة إعلانا للشكر نشره في جريدة الدستور وقد صادف أنه نشر صبيحة يوم وفاته، يشكر فيه كوادر وأطباء مستشفى الجامعة على عنايتهم به جاء فيه (الحمدلله الذي امتحنني بالمرض والشكر لله سبحانه وتعالى الذي مكنني من الصبر على المرض الخبيث).

## حياته العائلية
تزوج الصحفي أحمد الدباس من ابنة خالته المعلمة أسماء شداد في عام 1982، وله منها ولدان هما علي من مواليد 1983 ومحمد من مواليد 1986.

## كتبوا عن أحمد الدباس
- حين يرحل الضمير[وصلة مكسورة]
- أحمد الدباس في ذمة الله وفي ذاكرتنا
- في ذكرى أحمد الدباس[وصلة مكسورة]
- رحيل صحافي محترم[وصلة مكسورة]
- أحمد الدباس في ذمة الله[وصلة مكسورة]
- وداعا أبا علي
- [ أحمد الدباس صحافي من زمن آخر http://www.addustour.com/PrintTopic.aspx?ac=%5COpinionAndNotes%5C2009%5C04%5COpinionAndNotes_issue564_day24_id135562.htm%5Bوصلة+مكسورة%5D Hpl] أحمد الدباس صحافي من زمن آخر